# Biesheim
 Biesheim  là một xã thuộc tỉnh Haut-Rhin trong vùng Grand Est, đồng bắc Pháp. Xã này có diện tích 16,55 km², dân số năm 1999 là 2342 người. Khu vực này có độ cao trung bình 190 mét trên mực nước biển.